# A Rose for the Dead
A Rose for the Dead è un EP della gothic metal band norvegese Theatre of Tragedy, pubblicato nel 1997 da Massacre Records.

## Descrizione
Può essere definito come l'ultimo lavoro della band di matrice death/doom prima della definitiva svolta gothic metal. L'EP è composto da due brani originariamente previsti nella tracklist di "Velvet Darkness They Fear" e poi non utilizzati per mancanza di tempo, una rivisitazione con testo modificato del brano "Der Tanz Der Schatten" e due remix ad opera di Bruno Kramm dei Das Ich. È inoltre presente una cover del brano "Decades" originariamente inciso dai Joy Division nell'album "Closer".

## Tracce
1. A Rose for the Dead – 5:11 (Rohonyi, Espenæs, Lindal, Saltrø, Hansen, Aspen)
2. Der Spiegel – 5:16 (Rohonyi, Espenæs, Lindal, Saltrø, Hansen, Aspen)
3. As the Shadows Dance – 5:28 (Rohonyi, Espenæs, Lindal, Saltrø, Hansen, Aspen)
4. And When He Falleth (Remix) – 5:13 (Rohonyi, Espenæs, Lindal, Saltrø, Hansen, Aspen)
5. Black as the Devil Painteth (Remix) – 5:26 (Rohonyi, Espenæs, Lindal, Saltrø, Hansen, Aspen)
6. Decades (Joy Division Cover)[1] – 6:36 (Curtis, Hook, Morris, Sumner)

## Formazione
- Raymond I. Rohonyi – voce maschile
- Liv Kristine Espenæs – soprano
- Tommy Lindal – chitarre
- Eirik T. Saltrø – basso
- Lorentz Aspen – tastiere
- Hein Frode Hansen – batteria